# Municipio Charazani
Das Municipio Charazani (auch: General Juan José Pérez) liegt im Departamento La Paz im südamerikanischen Anden-Staat Bolivien.

## Lage im Nahraum
Das Municipio Charazani ist eines von zwei Municipios der Provinz Bautista Saavedra und liegt im östlichen Teil der Provinz. Es grenzt im Nordwesten an das Municipio Curva, im Westen an die Republik Peru, im Südwesten an die Provinz Eliodoro Camacho, im Süden an die Provinz Muñecas, im Südosten an die Provinz Larecaja und im Nordosten an die Provinz Franz Tamayo.
Der zentrale Ort des Municipios ist Charazani mit 723 Einwohnern (Volkszählung 2012) im südwestlichen Teil des Municipios, die größte Ortschaft ist Amarete mit 3304 Einwohnern südlich von Charazani.

## Geographie
Das Municipio Charazani liegt auf dem bolivianischen Altiplano in der Cordillera Apolobamba, dem nördlichen Abschnitt der bolivianischen Cordillera Central. Die Region weist ein ausgeprägtes Tageszeitenklima auf, bei dem die Temperaturschwankungen im Tagesverlauf stärker ausfallen als im Jahresverlauf.
Die mittlere Durchschnittstemperatur der Region liegt bei etwa 15 °C (siehe Klimadiagramm Charazani), die Monatsdurchschnittstemperaturen schwanken nur unwesentlich zwischen 12 °C im Juli und 16 °C von Januar bis März. Der Jahresniederschlag beträgt rund 750 mm, die Monatsniederschläge liegen zwischen unter 20 mm von Juni bis August und 100 bis 140 mm von Dezember bis März.

## Bevölkerung
Die Einwohnerzahl des Municipios Charazani ist zwischen 1992 und 2024 auf fast das Doppelte angestiegen:
| Jahr | Einwohner | Quelle       |
| ---- | --------- | ------------ |
| 1992 | 8.406     | Volkszählung |
| 2001 | 9.262     | Volkszählung |
| 2012 | 13.023    | Volkszählung |
| 2024 | 15.854    | Volkszählung |

Die Lebenserwartung der Neugeborenen lag im Jahr 2001 bei 55,9 Jahren, die Säuglingssterblichkeit ist von 10,1 Prozent (1992) auf 9,1 Prozent im Jahr 2001 gesunken.
Der Alphabetisierungsgrad bei den über 15-Jährigen beträgt 69,7 Prozent, und zwar 83,5 Prozent bei Männern und 54,7 Prozent bei Frauen (2001).
47,0 Prozent der Bevölkerung sprechen Spanisch, 87,4 Prozent sprechen Quechua, und 11,0 Prozent Aymara. (2001)
89,2 Prozent der Bevölkerung haben keinen Zugang zu Elektrizität, 91,9 Prozent leben ohne sanitäre Einrichtung (2001).
57,5 Prozent der Haushalte besitzen ein Radio, 3,7 Prozent einen Fernseher, 9,7 Prozent ein Fahrrad, 0,3 Prozent ein Motorrad, 0,5 Prozent einen PKW, 0,3 Prozent einen Kühlschrank, 0,3 Prozent ein Telefon. (2001)

## Politik
Ergebnis der Regionalwahlen (concejales del municipio) vom 4. April 2010:
| Wahlberechtigte |  | Stimmen | gültig |  | MAS-IPSP | MSM    | ASP   |
| --------------- |  | ------- | ------ |  | -------- | ------ | ----- |
| 4.084           |  | 3.504   | 2.229  |  | 1.301    | 728    | 200   |
|                 |  | 100 %   | 63,6 % |  | 58,4 %   | 32,7 % | 9,0 % |

Ergebnis der Regionalwahlen (elecciones de autoridades políticas) vom 7. März 2021:
| Wahl- berechtigte |  | Wahl- beteiligung | gültige Stimmen |  | MAS-IPSP | J.A.LLALLA.L.P. | MTS     | PBCSP  | FPV    | PDC    | C-A    |
| ----------------- |  | ----------------- | --------------- |  | -------- | --------------- | ------- | ------ | ------ | ------ | ------ |
| 4.896             |  | 4.396             | 3.074           |  | 1.595    | 793             | 336     | 132    | 44     | 40     | 32     |
|                   |  | 89,79 %           | 69,93 %         |  | 51,89 %  | 25,80 %         | 19,93 % | 4,29 % | 1,43 % | 1,30 % | 1,04 % |

## Gliederung
Das Municipio untergliederte sich bei der letzten Volkszählung von 2012 in die folgenden sieben Kantone (cantones):
- 02-1601-01 Kanton Charazani (General Juan José Pérez) – 20 Ortschaften – 1.536 Einwohner (2001: 1.097 Einwohner)
- 02-1601-02 Kanton Amarete – 21 Ortschaften – 6.260 Einwohner (2001: 3.017 Einwohner)
- 02-1601-03 Kanton Chajaya – 6 Ortschaften – 553 Einwohner (2001: 510 Einwohner)
- 02-1601-04 Kanton Chullina – 10 Ortschaften – 1.535 Einwohner (2001: 1.682 Einwohner)
- 02-1601-05 Kanton Carijana – 18 Ortschaften – 1.828 Einwohner (2001: 671 Einwohner)
- 02-1601-06 Kanton Chari – 5 Ortschaften – 536 Einwohner (2001: 770 Einwohner)
- 02-1601-07 Kanton Santa Rosa de Caata – 1 Ortschaft – 775 Einwohner (2001: 615 Einwohner)

## Ortschaften im Municipio Charazani
- Kanton Charazani
  - Charazani 723 Einw. – Moroqarqa 121 Einw.

- Kanton Amarete
  - Amarete 3304 Einw. – Chacahuaya 534 Einw. – Llachuani 167 Einw.

- Kanton Chajaya
  - Chajaya 273 Einw.

- Kanton Chari

- Kanton Santa Rosa de Caata
  - Santa Rosa de Caata 775 Einw.